# مارک لی (بازیکن فوتبال، زاده ۱۹۷۹)
مارک لی (انگلیسی: Mark Lee؛ زادهٔ ۳۱ مهٔ ۱۹۷۹) بازیکن فوتبال اهل بریتانیا است.
از باشگاه‌هایی که در آن بازی کرده‌است می‌توان به باشگاه فوتبال هیبرنین و باشگاه فوتبال پرث گلوری اشاره کرد.